# 大分市立小佐井小学校
大分市立小佐井小学校（おおいたしりつ こざいしょうがっこう）は、大分県大分市小佐井三丁目にある公立小学校。

## 概要
大分市市街地東部に位置し、校区内に大分県下最大の古墳である亀塚古墳がある。

## 教育方針
一人ひとりの子どもの力を着実に伸ばすために、教員としての自覚のもと、使命感、責任感をもって、全教職員の和と協力による活力ある学校づくりをめざす。

## 通学区域
里、里一丁目～三丁目、小佐井一丁目～三丁目、屋山、市尾、久土の一部、王ノ瀬一丁目・二丁目

## 周辺施設
- 亀塚古墳
- 旭化成大分工場
- 旭化成メディカル
- TOTO大分工場
- 大分県立大分東高等学校
- 大分市立坂ノ市中学校

## アクセス
- 鉄道：JR九州・日豊本線坂ノ市駅より徒歩約25分[3]